# Garth Nix
Garth Richard Nix (19 de Julho de 1963, Melbourne, Austrália) é um autor australiano de livros sobre fantasia para crianças e jovens. Suas mais notáveis séries são Old Kingdom, The Seventh Tower e The Keys to the Kingdom.

## Biografia
Nix nasceu em Melbourne, Austrália, e passou sua infância em Canberra. Ele estudou na University of Canberra de 1984 a 1986. Aparecendo em 1986 com Bacharelado em Artes com graduação em escrita profissional, Nix logo se tornou intensamente envolvido na indústria publicitária depois de se mudar para Sydney, realizando uma escalada corporativa até finalmente tornar-se um editor sênior em 1991 na HaperCollins Australia. 
Ele deixou para viajar em 1993, voltando a trabalhar em 1994 em uma firma de relações públicas e marketing que em 1996 levou-o a co-fundar a firma Gotley Nix Evans Pty Ltd.Em 1999 juntou-se à Curtis Brown, uma agência literária Australiana, como um agente de meio expediente depois de uma restrição como escritor em tempo integral em 1998. Entretanto, em 2002, Nix voltou a ser escritor em tempo integral. Foi um soldado de meio expediente na Australian Army Reserve (Reserva do Exército Australiana), e como um livreiro, um representante de vendas do livro, um publicitário, um editor, um consultor de mercado e um agente literário.
Seus livros são publicados pelo mundo e foram traduzidos em mais de 36 línguas. Os livros de Nix apareceram nas listas de Best-Seller do The New York Times, Publishers Weekly, The Bookseller, The Australian e The Sunday Times. 
Atualmente, ele vive próximo a Coogee Beach, em Sydney, com a esposa Anna, e os filhos, Thomas e Edward Nix.

### Old Kingdom
- Sabriel (1995)
- Lirael (2001)
- Abhorsen (2003)
- Clariel (2014)
- Goldenhand (2016)
- Terciel and Elinor (2021)

### The Seventh Tower
1. The Fall (2000)
2. Castle (2000)
3. Aenir (2001)
4. Above the Veil (2001)
5. Into Battle (2001)
6. The Violet Keystone (2001)

### The Keys to the Kingdom
1. Mister Monday (2003)
2. Grim Tuesday (2004)
3. Drowned Wednesday (2005)
4. Sir Thursday (2006)
5. Lady Friday (2007)
6. Superior Saturday (2008)
7. Lord Sunday (2010)

### Troubletwisters
(com Sean Williams (escritor)
1. Troubletwisters (2011)
2. The Monster (2012)
3. The Mystery (2013)
4. The Missing (2014)

### Have Sword, Will Travel
(com Sean Williams)
- Have Sword, Will Travel (2017)
- Let Sleeping Dragons Lie (2018)